# Reinhard Prügl

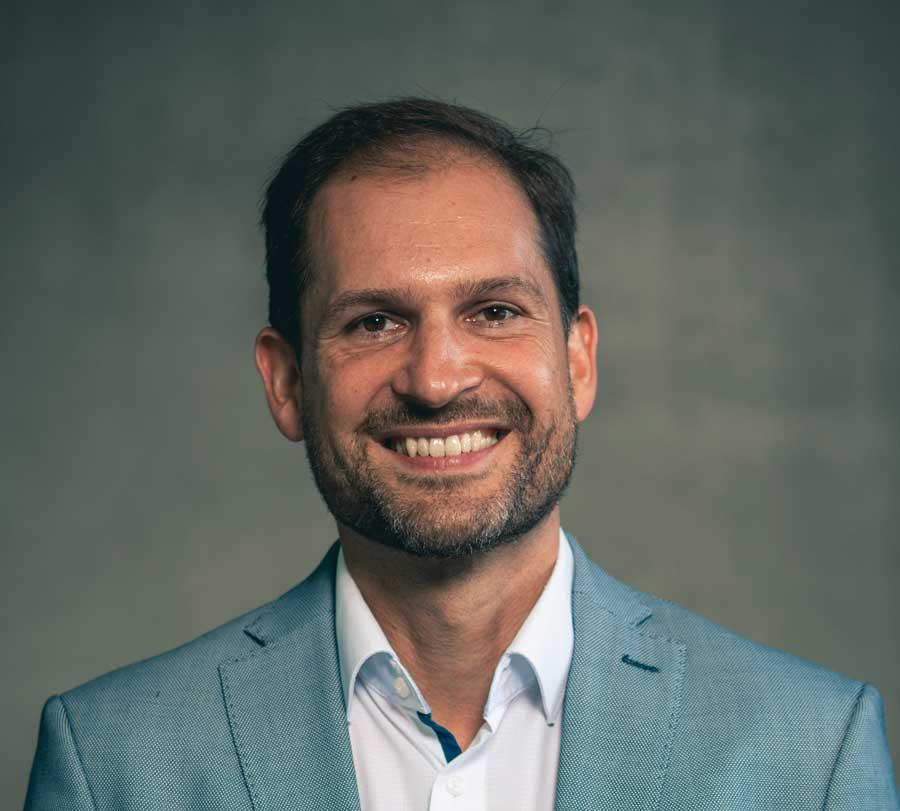
Reinhard Prügl (2020)

Reinhard Prügl (* 2. Dezember 1976 in Laa an der Thaya) ist ein österreichischer Wirtschaftswissenschaftler, akademischer Leiter des Friedrichshafener Instituts für Familienunternehmen (FIF) und Inhaber des Lehrstuhls für Innovation, Technologie und Entrepreneurship an der Zeppelin Universität in Friedrichshafen am Bodensee. Er ist außerdem mehrfacher Unternehmer mit Beteiligungen an Firmengründungen zwischen 2018 und 2020.

## Werdegang
Nach einem Erststudium in Maschinenbau (1992–1996) schloss Prügl von 1997 bis 2002 ein Studium der Wirtschaftswissenschaften an der Wirtschaftsuniversität Wien (WU Wien) ab. Mit einer Dissertation im Bereich Entrepreneurship and Innovation Management erwarb er 2006 ebenfalls an der WU Wien den Doktortitel und wurde für seine Leistung mit dem Rudolf-Sallinger-Award 2006 ausgezeichnet. Nach Forschungsaufenthalten als PostDoc an der Universität Innsbruck, der MIT Sloan School of Management sowie am Institut für Entrepreneurship und Innovation der WU Wien, wurde er 2008 zunächst als Junior-Professor an den Lehrstuhl für Innovation, Technologie und Entrepreneurship der Zeppelin Universität berufen. Im Oktober 2010 folgte die Voll-Professur (Tenure-Track) sowie die Gründung und Übernahme der akademischen Leitung des Friedrichshafener Instituts für Familienunternehmen (FIF). In dieser Funktion hat er auch den berufsbegleitenden Masterstudiengang „Executive Master of Family Enterpreneurship“ (eMA FESH) mitentwickelt, der sich auf die Weiterbildung von Nachfolgern in Familienunternehmen spezialisiert. Für seine Lehrtätigkeit wurde Prügl bereits mehrfach mit dem „Best Teaching Award“ der Zeppelin Universität ausgezeichnet.
Prügl ist in Mitglied in zahlreichen Verbänden und wissenschaftlichen Gemeinschaften, darunter dem  Verband der Hochschullehrer für Betriebswirtschaft e.V., der German Academic Association for Business Research (VHB, VHB-TIE), der International Family Enterprise Research Academy (IFERA), der Academy of Management (AOM), der Product Development Management Association (PDMA) und der American Marketing Association (AMA).
Seit 2018 ist Prügl außerdem unternehmerisch aktiv und hat als Gesellschafter und Gründer mehrere Firmen mit ins Leben gerufen.

## Forschungsschwerpunkte & Auszeichnungen
Die Forschung von Reinhard Prügl beschäftigt sich schwerpunktmäßig mit der Zukunftsfähigkeit von Familienunternehmen und Unternehmerfamilien in den Bereichen den Bereichen Nachfolge & nächste Generation, Innovation & Entrepreneurship, Marke, Family Office, Strategie und Family Governance.
Die Forschungsarbeiten von Reinhard Prügl sind unter anderem in den Zeitschriften Journal of Management Studies, Entrepreneurship Theory and Practice, Journal of Product Innovation Management, R&D Management, Marketing Letters, Family Business Review, Journal of Family Business Strategy und Journal of Business Research erschienen.
- Wirkung Hoch 100 des Stifterverbandes: Innovation Coach Programm zu eines der 100 innovativsten Projekte im Bildungssystem (gemeinsam mit dem Friedrichshafener Institut für Familienunternehmen und Philoneos)[2]

- Best Paper Award, Aufsatz: How brand biographies affect consumers perception of brand authenticity and brand trust in the context of family firms, zusammen mit Robin Porth und Maximilian Lude, vergeben von: International Family Entreprises Research Academy (IFERA 2017).

- Best Paper Award (SIG Family Business Research EURAM 2015), zusammen mit Susanne Beck, vergeben von: Strategic Interest Group Family Business Research der European Academy of Management (EURAM) 2015, 19. Juni 2015.

- Best Paper Award (SIG Family Business Research EURAM 2015), zusammen mit Jana Hauck (FIF) / Julia Süß-Reyes (WU Wien) / Susanne Beck (FIF) / Hermann Frank (WU Wien), vergeben von: Strategic Interest Group Family Business Research der European Academy of Management (EURAM) 2015, 19. Juni 2015.

- Rudolf-Sallinger-Award for Doctoral Thesis, 2006

- Best Paper Award, Aufsatz: 'Efficient Identification of Lead Users: Screening vs. Pyramiding', zusammen mit Eric von Hippel und Nikolaus Franke, vergeben von: American Marketing Association (AMA) Summer Conference, Track New Product Development, Product Management and Entrepreneurship, 2005.

## Publikationen
- N. Rauschendorfer, R. Prügl: Unternehmerisches Herzblut als Marketinginstrument?, Zeitschrift für Familienunternehmen und Strategie (FuS), 2019; Jg. 9 (6): 194–198.
- Lude, Maximilian, Koners, Ursula, Bartling, Sebastian, Prügl, Reinhard: Er gehört zu mir, wie mein Name an der Tür, FuS | Zeitschrift für Familienunternehmen und Strategie, 2018; Jg. 2018 (3): 98–101.
- Prügl, Reinhard, Rauschendorfer, Natalie: Deutschlands nächste Unternehmergeneration - Eine empirische Untersuchung der Einstellungen, Werte und Zukunftspläne, 5. Auflage und Schwerpunkt „Digitalisierung“, München, Stiftung Familienunternehmen; München, 2020.
- N. Kammerlander, R. Prügl: Innovation in Familienunternehmen. Eine Einführung für Akademiker und Praktiker. Springer Gabler, Wiesbaden 2016, ISBN 978-3-658-12314-7.
- Prügl, Reinhard: Die Identifikation von Personen mit besonderen Merkmalen: eine empirische Analyse zur Effizienz der Suchmethode Pyramiding. , Wien, 2006 (Dissertation, Wirtschaftsuniversität Wien.) doi:10.18676/cadernoscenpec.v2i1.88.s1
- Prügl, Reinhard: Capturing the Heterogeneity of Family Firms: Reviewing Scales to Directly Measure Socioemotional Wealth, in: Clay Dibrell und Esra Memili (Hrsg.): The Palgrave Handbook of Heterogeneity among Family Firms, USA, palgrave macmillan, 2019: 461–484.
- Detailinformationen: Exploring the Role of Family Firm Identity and Market Focus on the Heterogeneity of Family Business Branding StrategiesThe Palgrave Handbook of Heterogeneity among Family Firms Botero, Isabel C., Spitzley, Dinah, Lude, Maximilian, Prügl, Reinhard: Exploring the Role of Family Firm Identity and Market Focus on the Heterogeneity of Family Business Branding Strategies, in: Clay Dibrell und Esra Memili (Hrsg.): The Palgrave Handbook of Heterogeneity among Family Firms, USA, palgrave macmillan, 2019: 909–932.
- Prügl, Reinhard, Harrer, Petra, Franke, Nikolaus: Die 'Sims': Eine Fallstudie zum gemeinsamen Einsatz von 'Toolkits for User Innovation' und virtuellen Communities., in: Herstatt, C., Sander, J. G. (Hrsg.): Produktentwicklung mit virtuellen Communities, Kundenwünsche erfahren und Innovationen realisieren., Wiesbaden: Gabler, 2004: 221–248.
- Von Hippel, E., Franke, N., Prügl, Reinhard: Pyramiding: Efficient search for rare subjects., Research Policy, 2009; Jg. 2009 (38/9): 1397–1406[3]
- Poetz, Marion, Prügl, Reinhard: Crossing domain-specific boundaries in search of innovation: Exploring the potential of 'Pyramiding', Journal of Product Innovation Management, 2010 (27): 897–914.
- Hauck, Jana, Prügl, Reinhard: Innovation activities during intra-family leadership succession in family firms: An empirical study from a socioemotional wealth perspective, Journal of Family Business Strategy, 2015; Jg. 6 (2) (online)[4]
- Lude, M., & Prügl, R. (2020). Experimental studies in family business research. Journal of Family Business Strategy, 100361.
- Nadkarni, S., & Prügl, R. (2020). Digital transformation: a review, synthesis and opportunities for future research. Management Review Quarterly, 1–109.
- Prügl, R., & Spitzley, D. I. (2020). Responding to digital transformation by external corporate venturing: an enterprising family identity and communication patterns perspective. Journal of Management Studies[5]
- Beck, S., Prügl, R., & Walter, K. (2020). Communicating the family firm brand: Antecedents and performance effects. European Management Journal, 38(1), 95–107.
- Lude, M., & Prügl, R. (2019). Risky decisions and the family firm bias: An experimental study based on prospect theory. Entrepreneurship Theory and Practice, 43(2), 386–408.